# 上海中学
上海中学（Shanghai High School）は中国上海市にある高級中学。
上海市の教育委員会に直属する大型の寄宿制の学校である。キャンパスは223,617平方メートルの広さを誇り、中国と外国の歴史において最も有名な学校のひとつである。華東師範大学第二附属中学、復旦大学附属中学、上海交通大学附屬中学、とともに「江南四大名中」に数えられる。1865年、前身である龍門書院創立し、上海で最初にできた書院としても知られる。1927年に江蘇省立上海中学、1950年に上海市上海中学と改称。
1993年より国際部が発足。上海市教育委員会の方針で、本部の中学部が移転したことにより発足。現在は40以上の国と地域からの生徒が学んでおり、日本人学生も多数在籍している。国際バカロレア資格（IB）、SAT (大学進学適性試験)、大学単位認可クラス（AP）の取得が可能である。また、TOEFLのテスト会場にも指定されている。2020年上海中学国際部AP実績：11年生のAPコースの生徒は一人当たり3回のAP試験に参加、全分野のAPコース試験満点5点中、平均点は4.5点、APコース試験の87％が4点以上を獲得、生徒がAP試験に参加した分野数は26、本年度のAP試験参加生徒数は839名であった。
2020年上海中学校国際部のIB成績：100％がIBDPディプロマを取得、全科目の7/6得点率は95％以上、Theory of Knowledge TOK（英語）コースのA/B得点率は93％以上、Extended Essay EEコースのA/B得点率は75％以上、4名がIBDP満点45点を取得した。
また、上海中学は毎年、国際および国内の数学オリンピック大会に出場者を出している名門校である。
2017年、第33回全国数学オリンピック大会の128個の金メダルのうち、上海高校は6個を獲得し、5人が国家訓練チームに選抜。
2018年、第34回全国数学オリンピック大会124個の金メダルのうち、上海高校は11個のメダルを獲得し、7人が国家訓練チームに選抜。
2019年、第35回全国数学オリンピック大会138個の金メダルのうち、上海高校は9個のメダルを獲得し、4人が国家訓練チームに選抜。
2020年、第36回全国数学オリンピック決勝大会144個の金メダルを獲得、上海高校は13個のメダルを獲得し、4人が国家トレーニングチームに選抜。
2021年、第37回全国数学オリンピック決勝大会183個の金メダル、上海高校は17個のメダルを獲得し、9人が国家トレーニングチームに選抜。